# 김화영
김화영(1952년 ~ )은 대한민국의 여자 연극배우이다. 딸 배두나도 연기자이다.

## 출연작

### 영화
- 1996년 영화 《세친구》 - 섬세 모친 역
- 2001년 영화 《고양이를 부탁해》 - 태희 엄마 역
- 2006년 영화 《후회하지 않아》 - 재민 모 역
- 2007년 영화 《전설의 고향》 - 할멈 역
- 2010년 영화 《베스트 셀러》 - 송원장 역

### 드라마
- 2022년 tvN 《환혼》 - 한 상궁 역

### 공연
- 2008년 연극 <그녀가 돌아왔다>

## 학력
- 이화여자고등학교 (졸업)
- 이화여자대학교 국어국문학과 (졸업)
- 중앙대학교 신문방송대학원 연극영화학과 (졸업)